# Ellen Fitz Pendleton

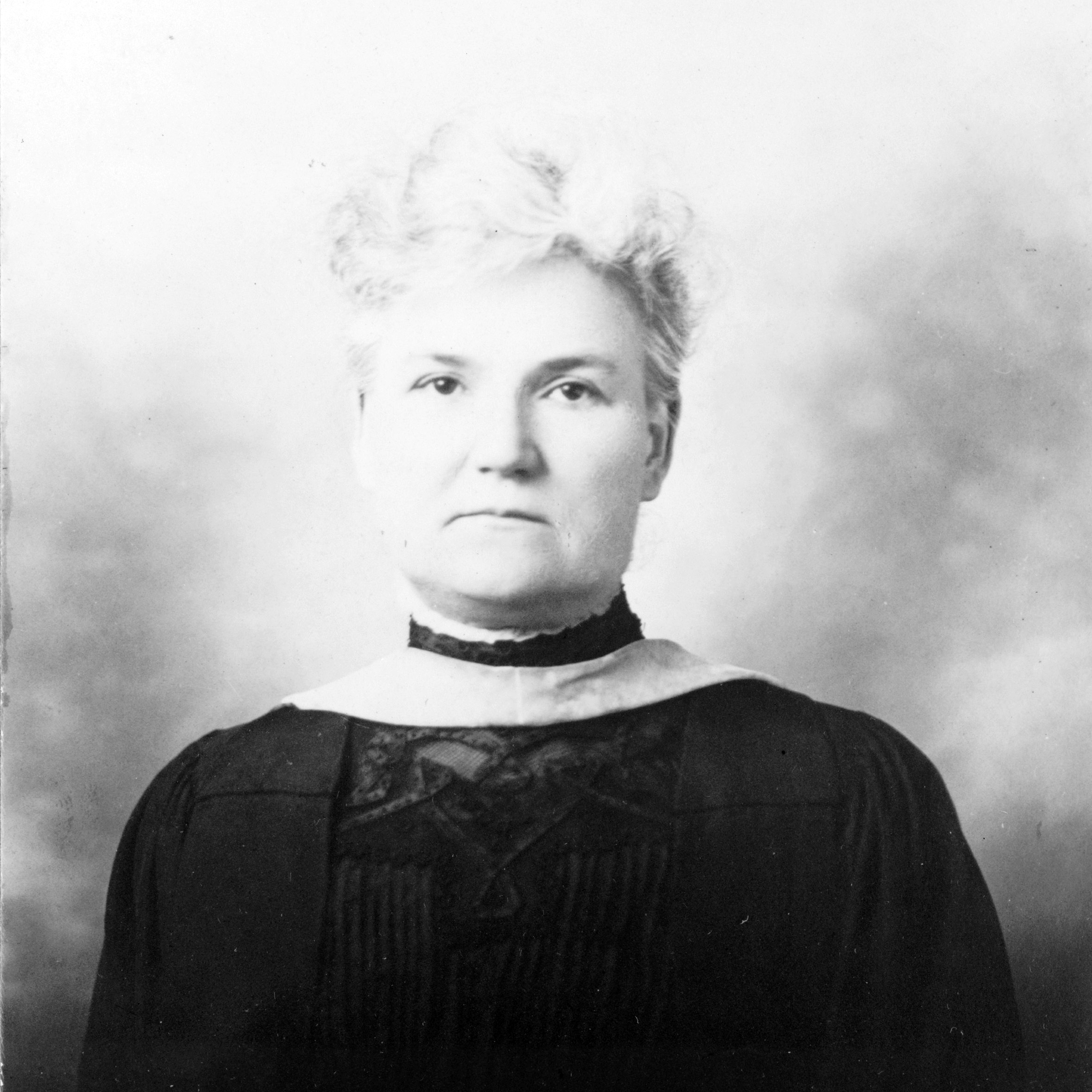
Ellen Fitz Pendleton, 1910

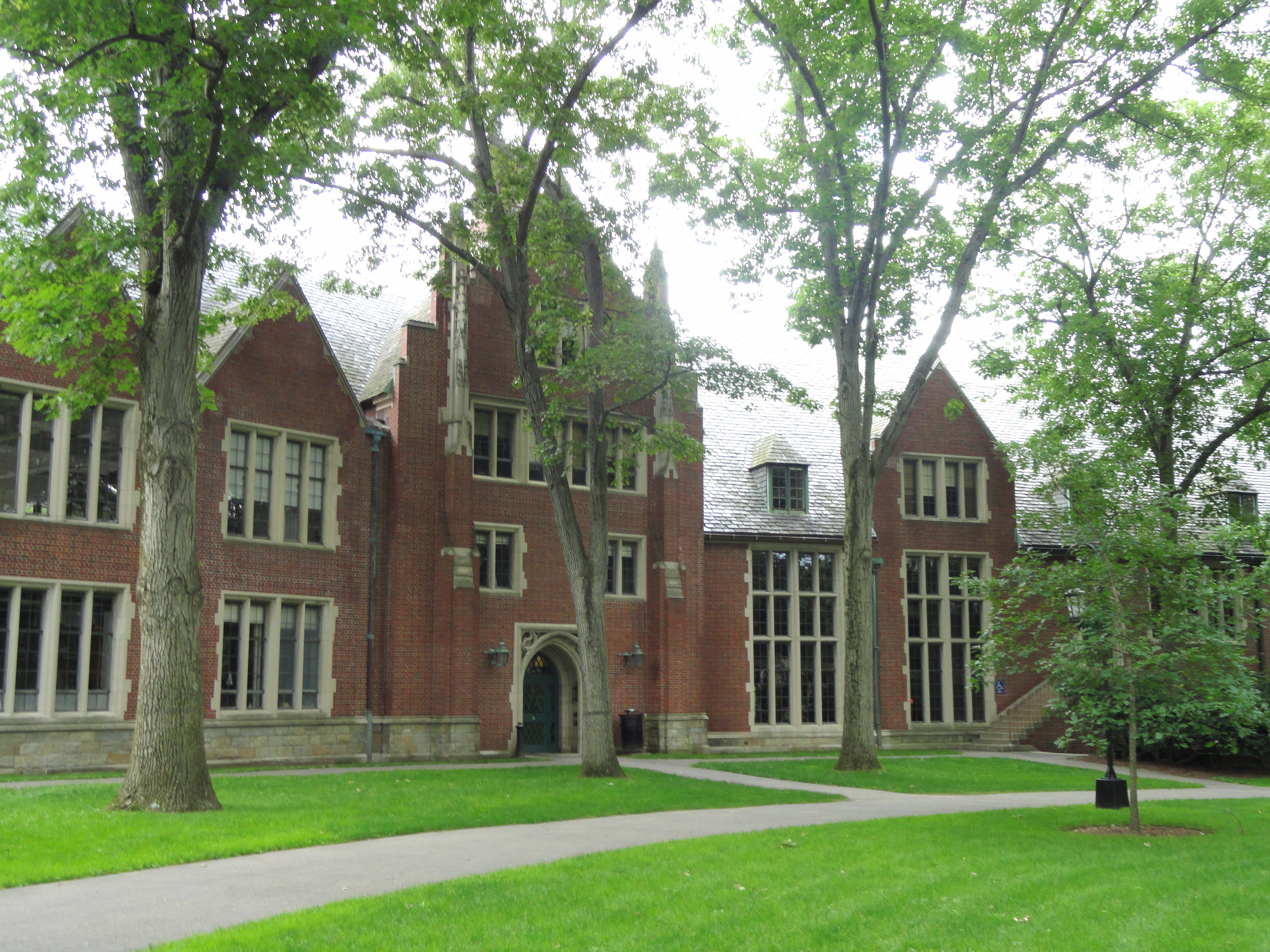
Pendleton Hall am Wellesley College

Ellen Fitz Pendleton (* 7. August 1864 in Westerly, Rhode Island; † 26. Juli 1936 in Newton, Massachusetts) war eine US-amerikanische Mathematikerin und Hochschullehrerin. Sie war die 6. Präsidentin des Wellesley College.

## Leben und Werk
Pendleton war das jüngste von neun Kindern von Enoch Burrows Pendleton und Mary Ette (Chapman). Sie studierte am Wellesley College und erwarb 1886 ihren Bachelor of Arts. Anschließend wurde sie Tutorin und 1888 Vollzeitlehrerin für Mathematik am Wellesley College. Von 1889 bis 1890 studierte sie am Newnham College in Cambridge und erhielt 1891 am Wellesley College einen Master of Arts. Dort arbeitete sie von 1897 bis 1901 im Sekretariat, wurde 1901 außerordentliche Professorin für Mathematik, sowie 1902 Dekanin und Leiterin der College Hall. 1910 war sie amtierende Präsidentin und wurde 1911 als erste Alumna und als sechste Präsidentin des Wellesley College gewählt. 1911 erhielt sie den Ehrentitel Doctor of Letters von der Brown University und 1912 den Doctor of Law vom Mount Holyoke College.
Sie war eine Befürworterin der akademischen Freiheit, eines unabhängigen Studiums und der Freiheit bei der Wahl der Wahlfächer durch die Studenten. Während ihrer Präsidentschaft richtete sie ein Ehrenprogramm ein und lehnte die Einführung von Berufs- und Fachkursen ab. Unter ihrer Leitung gab es eine Liberalisierung der Zulassungsvoraussetzungen und des Lehrplans. Sie war Mitglied des Prüfungsausschusses des Wellesley College und half bei der Liberalisierung der Prüfungsstruktur. Sie war 1923 die erste Frau, die als Jurorin den American Peace Award verlieh. Als Mitglied der Naples Table Association unterstützte sie die wissenschaftliche Forschung von Frauen. Sie lehnte den Massachusetts Teachers’ Oath ab, der ein von 1935 bis 1967 in Massachusetts geltender Treueeid gegenüber der Verfassung war, ging im Juli 1936 in den Ruhestand und verstarb im folgenden Monat an einem Schlaganfall.